# شهرستان هیوود (تنسی)
شهرستان هیوود، تنسی (به انگلیسی: Haywood County, Tennessee) یک سکونتگاه مسکونی در ایالات متحده آمریکا است که در تنسی واقع شده‌است.

## خصوصیات
شهرستان هیوود ۱٬۳۸۳ کیلومترمربع مساحت دارد.